# Гулая, Анастасия Евдокимовна
Анастасия Евдокимовна Гулая (1913, Черниговская область — 1980) — звеньевая по выращиванию конопли колхоза «Жовтень» Новгород-Северского района Черниговской области Украинской ССР.

## Биография
Родилась в 1913 году в селе Дегтярёвка Новгород-Северского района Черниговской области в крестьянской семье. Украинка.
В 1931 году вступила в колхоз «Жовтень» Новгород-Северского района. Работала рядовой колхозницей.
Нелегко было на первых порах колхозу. Урожай ржи составлял 5,2 центнера, овса 7 центнеров с гектара. С 1934 года основной технической культурой колхоза стала конопля. Было создано 32 постоянных коноплеводческих звена. Была назначена звеньевой и А. Е. Гулая. За звеном закрепили участок земли размером в 5 гектаров, 5 лошадей и необходимый инвентарь. Многие звенья заключили между собой договора на социалистические соревнования.
Полученный прирост урожая волокна с 5,1 центнера в 1935 году до 7,3 центнеров с гектара в 1936 году убедил колхозников в огромном значении стахановского движения. Поэтому в 1937 году в борьбу за стахановский урожай конопли включились все 32 звена.
Нелегко было бороться за высокий урожай. Участок был отдален от колхоза и транспортировка органических удобрений была связана с большими затратами труда и тягловой силой. Забота о земле, о рациональном использовании каждой её сотки стала кровным делом звеньевой. Из месяца в месяц отшлифовывалось мастерство звена по выращиванию конопли. И был достигнут высокий результат: в 1940 году звено вырастило урожай семян конопли 10,57 центнеров, а длинного волокна 8,53 центнеров с каждого гектара. Все члены звена были награждены ценными подарками.
Во время Великой Отечественной войны потеряла мужа, который погиб в августе 1941 года. Несмотря на это смогла вырастить двоих детей. После освобождения села от немцев продолжила работать в колхозе, выращивала хлеб для фронта.
После войны звено А. Е. Гулой добилось высоких результатов в труде. В 1950 году был собран урожай конопли по 11 центнеров с каждого гектара.
Указом Президиума Верховного Совета СССР от 4 мая 1951 года за исключительные заслуги перед государством, выразившиеся в получении в 1950 году урожая семян среднерусской конопли 11 центнеров с гектара на площади 5,3 гектара, Гулой Анастасии Евдокимовне присвоено звание Героя Социалистического Труда с вручением ордена Ленина и золотой медали «Серп и Молот».
А. Е. Гулая 35 лет проработала в колхозе «Жовтень», из них 25 лет — звеньевой, постоянно добиваясь высоких показателей в работе.
С 1960-х годов — персональный пенсионер союзного значения.
Жила в селе Дегтярёвка. Умерла в 1980 году. Похоронена на кладбище в селе Дегтярёвка.
Награждена орденом Ленина, медалями, в том числе, медалью «За трудовую доблесть».